# Linné-Universität
Die Linné-Universität (schwedisch Linnéuniversitetet; englisch Linnæus University) entstand zum 1. Januar 2010 als Zusammenschluss der Universität Växjö und der Hochschule Kalmar. Sie ist eine staatliche Universität mit zwei Standorten in den schwedischen Städten Växjö und Kalmar. Sie ist nach Carl von Linné benannt und hat etwa 30.000 Studenten, wobei etwa 21.000 am Standort Växjö studieren.

## Geschichte

### Vorläufer
Die Linné-Universität wurde aus der Universität Växjö und der Hochschule Kalmar gebildet. Die Universität Växjö geht auf die 1967 gegründete Außenstelle der Universität Lund zurück, die 1977 eine selbständige Hochschule (schwedisch Högskolan i Växjö) wurde und  1999 den Status einer Universität erhielt. Die Hochschule Kalmar wurde 1977 gegründet.

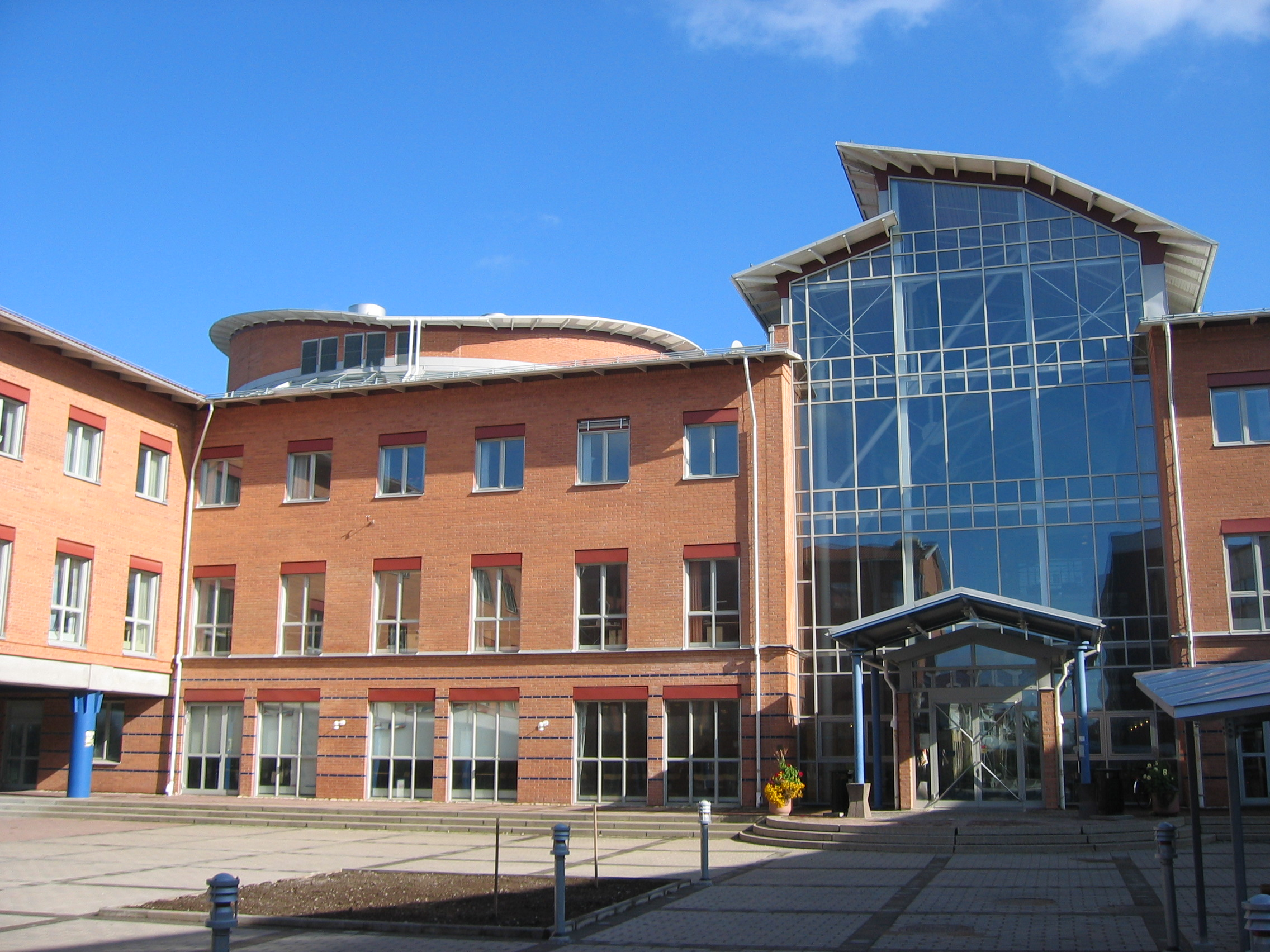
Haupteingang des Campus Växjö
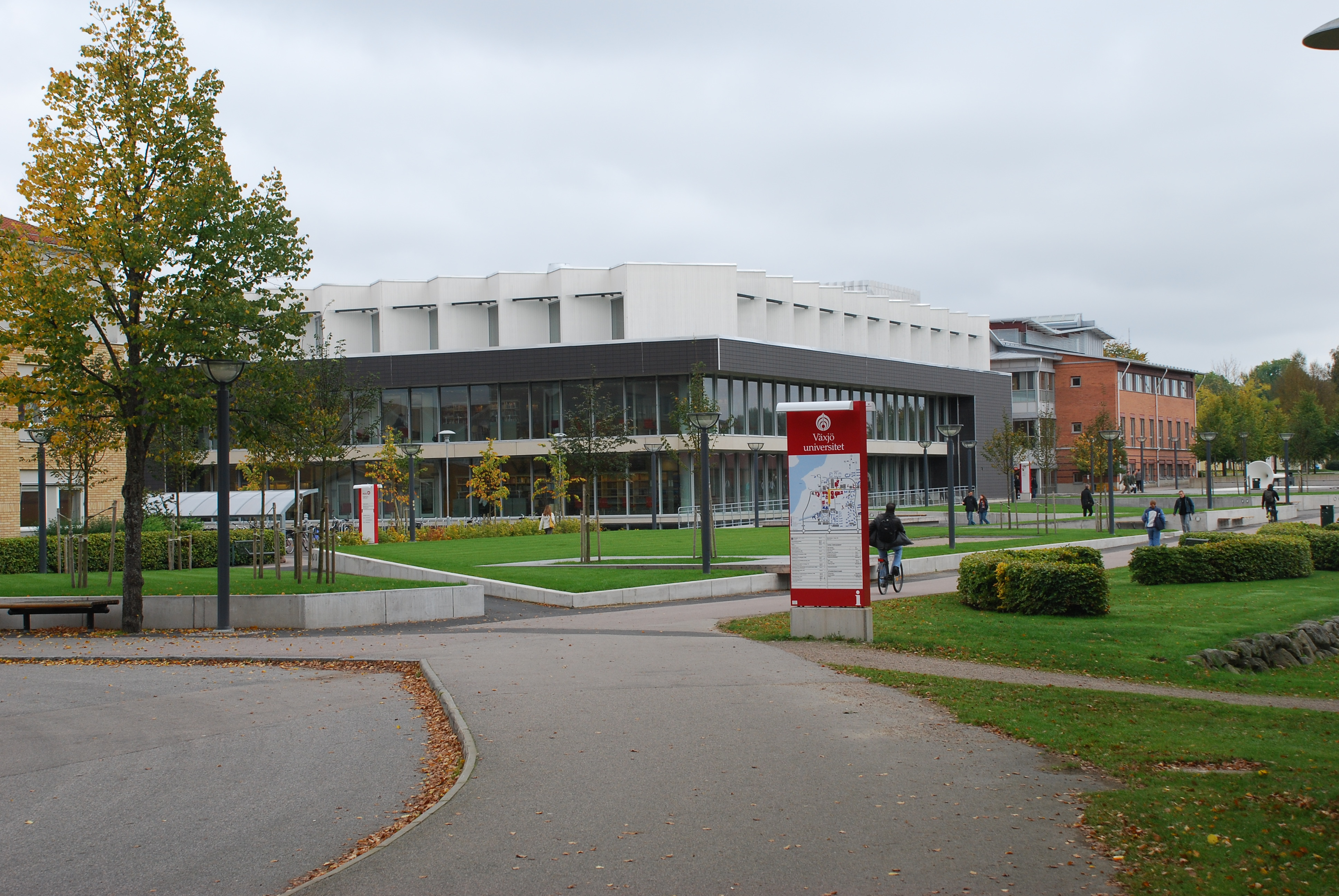
Universitätsbibliothek in Växjö
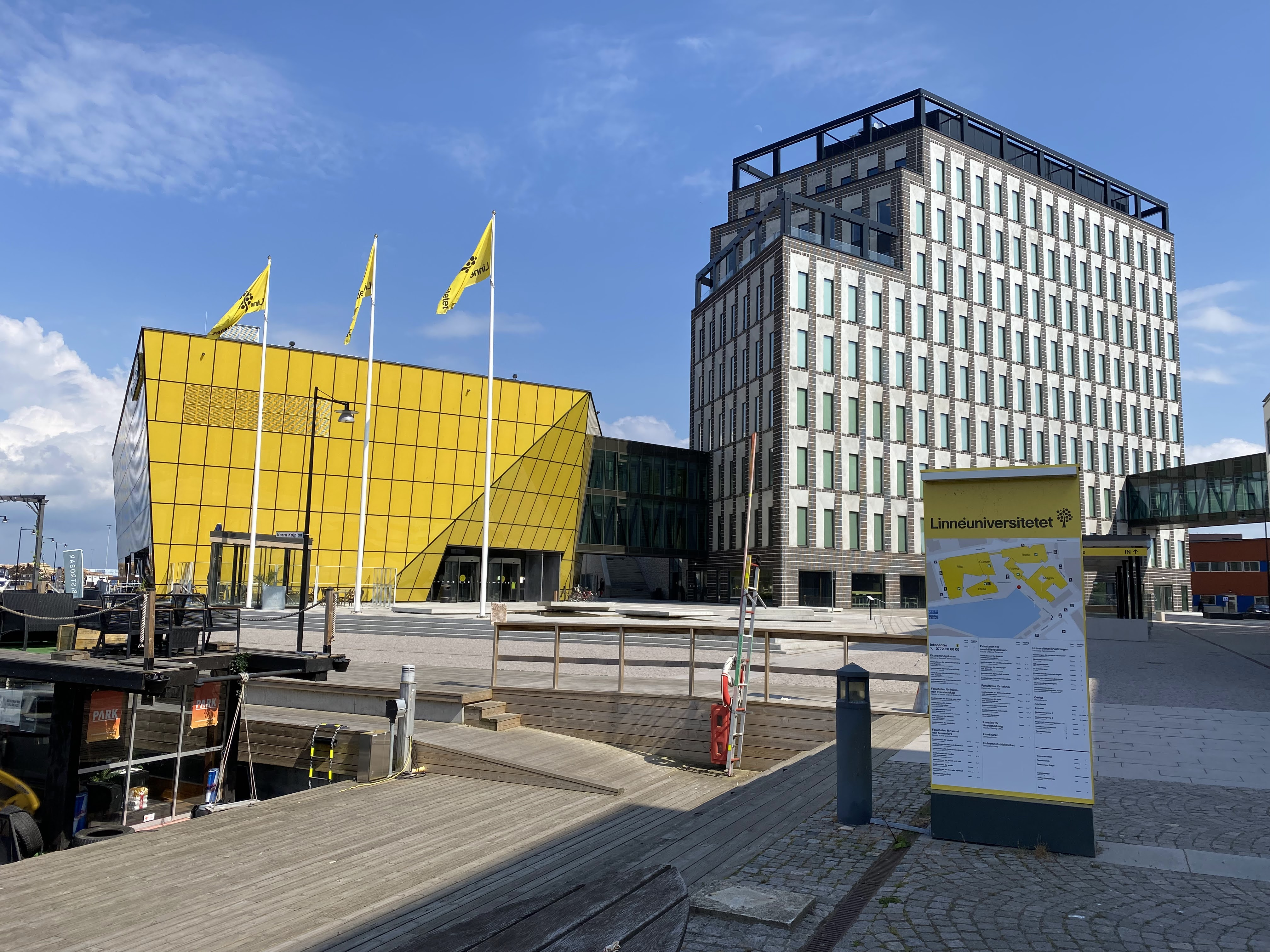
Der neue Campus im Hafen von Kalmar; links die Universitätsbibliothek
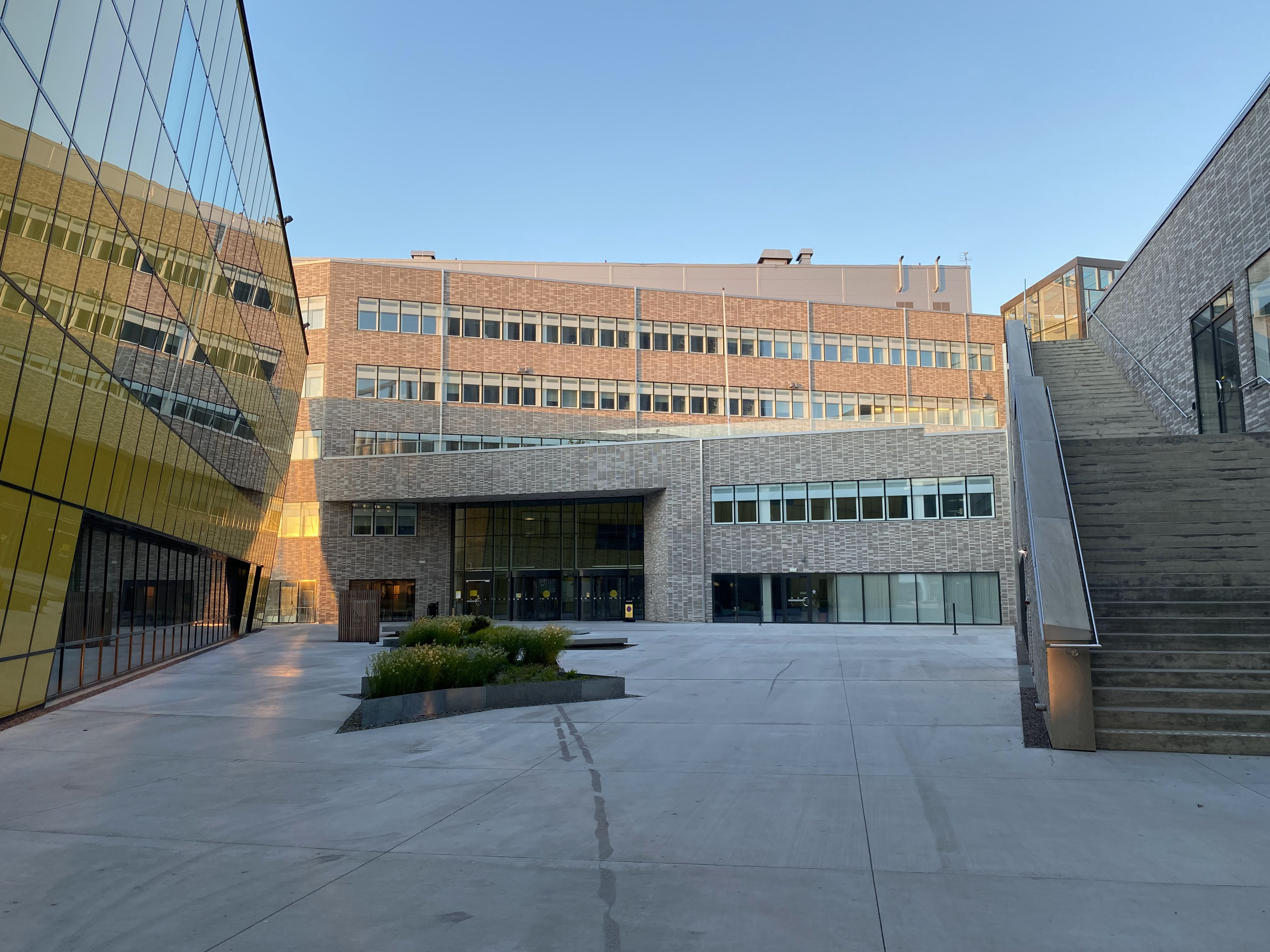
Innenhof des Campus Kalmar